# Apple Mighty Mouse
L’Apple Mouse (anteriorment Apple Mighty Mouse) és un ratolí d'USB multibotó fabricat per Mitsumi Electric i venut per Apple Inc. Va ser anunciat i venut per primer cop el 2 d'agost de 2005. També va existir una versió Bluetooth entre 2006 i 2009. Abans del Mighty Mouse, Apple havia venut només ratolins d'un botó amb els seus ordinadors, començant amb l'Apple Lisa 22 anys abans. El Mighty Mouse incorporava dos botons i una petita bola per desplaçar-se.
A partir del 20 d'octubre de 2009, la versió sense fils del Mighty Mouse va ser discontinuada i substituïda pel multitàctil Magic mouse. La versió amb cable romania disponible, però rebatejada sota el nom d'Apple Mouse degut a problemes de drets amb el fabricant d'un altre dispositiu anomenat Mighty Mouse. Des del 5 de juny de 2017, l'Apple Mouse ha deixat d'estar a la venda a la web oficial d'Apple.

## Disseny
El Mighty Mouse està fet de plàstic blanc i té el logotip d'Apple gravat a la cara del ratolí. El ratolí té quatre controls funcionals: un botó esquerre, un botó dret, una bola de desplaçament amb sensor de pressió i botons al costat. La bola de desplaçament permet als usuaris fer scroll a una pàgina o document en qualsevol direcció, fins i tot diagonalment. En comptes de botons mecànics, la part superior de la carcassa i la bola de desplaçament consten de sensors tàctils que permeten detectar quin costat està prement l'usuari o si aquest es troba prement la bola de desplaçament. Degut a això, a la carcassa del ratolí no s'hi pot trobar cap diferenciació entre botó esquerre i dret, assolint una aparença uniforme.
El ratolí emet un so quan es mou la bola de desplaçament. Això, però, no és un producte directe del moviment de la bola. El so és de fet produït per un altaveu minúscul que es troba a dins el ratolí. No hi ha cap manera de desactivar aquest so, excepte deshabilitant físicament l'altaveu interior del ratolí.
Actualment, macOS és l'únic sistema operatiu que dona suport total al ratolí sense necessitat de programari de tercers. Amb macOS, els sensors poden configurar-se per executar aplicacions o utilitats del sistema operatiu d'Apple, com el Launchpad o el Mission Control. Si no s'utilitza amb macOS, el ratolí es comporta com un ratolí de quatre botons amb desplaçament vertical i horitzontal. Existeixen drivers de tercers, com XMouse o AppleM, que proporcionen més funcions als usuaris d'altres plataformes com Windows.
Els sensors del Mighty Mouse no permeten activar els botons esquerre i dret simultàniament. De fet, només informen d'un clic dret quan no hi ha cap contacte amb el costat esquerre del ratolí, és a dir, per fer un clic dret cal haver aixecat prèviament el dit del costat esquerre. Com a conseqüència, el Mighty Mouse no és compatible amb els acords de ratolí que utilitzen programes de disseny assistit per ordinador, jocs, i altres aplicacions on s'atorga al ratolí de diferents funcions.

## Versions i dates de llançament
- El 2 d'agost de 2005, Apple va presentar el Mighty Mouse, amb un preu de venda de 49 €.[7]
- El 12 d'octubre de 2005, Apple va començar a incloure un Mighty Mouse amb cada iMac i, a partir del 19 d'octubre de 2005, amb cada PowerMac G5 també. L'usuari tenia l'opció de millorar l'oferta incloent la versió sense fils i l'Apple Wireless Keyboard. L'únic ordinador que no incloïa aquesta opció era el Mac mini.
- El 25 de juliol de 2006, Apple va llançar la versió sense fils del Mighty Mosue que utilitzava Bluetooth 2.0.[8] Aquesta nova versió utilitzava dues piles AA, amb opció d'usar només una per alleugerir el pes. La versió sense fils va tenir un preu de venda de 69 €.
- El 7 d'agost de 2007, Apple va introduir lleugeres actualitzacions del Mighty Mouse, eliminant la part transparent de la carcassa i fent-la de plàstic blanc en la seva totalitat.
- El 20 d'octubre de 2009, Apple es va veure obligada a rebatejar el Mighty Mouse com a Apple Mouse a causa de problemes legals relacionats amb els drets del nom. Aquesta nova versió venia inclosa amb la compra d'un Mac Pro fins al 27 de juliol de 2010, quan es va substituir pel Magic Mouse.
  - El mateix dia, Apple va treure a la venda un ratolí completament nou, anomenat Magic Mouse, construït amb una base d'alumini i una carcassa multitàctil, que permet gestos com els dels trackpads dels MacBook. Aquesta versió utilitza dues piles AA i va ser treta a la venda sota un preu de 69 €.

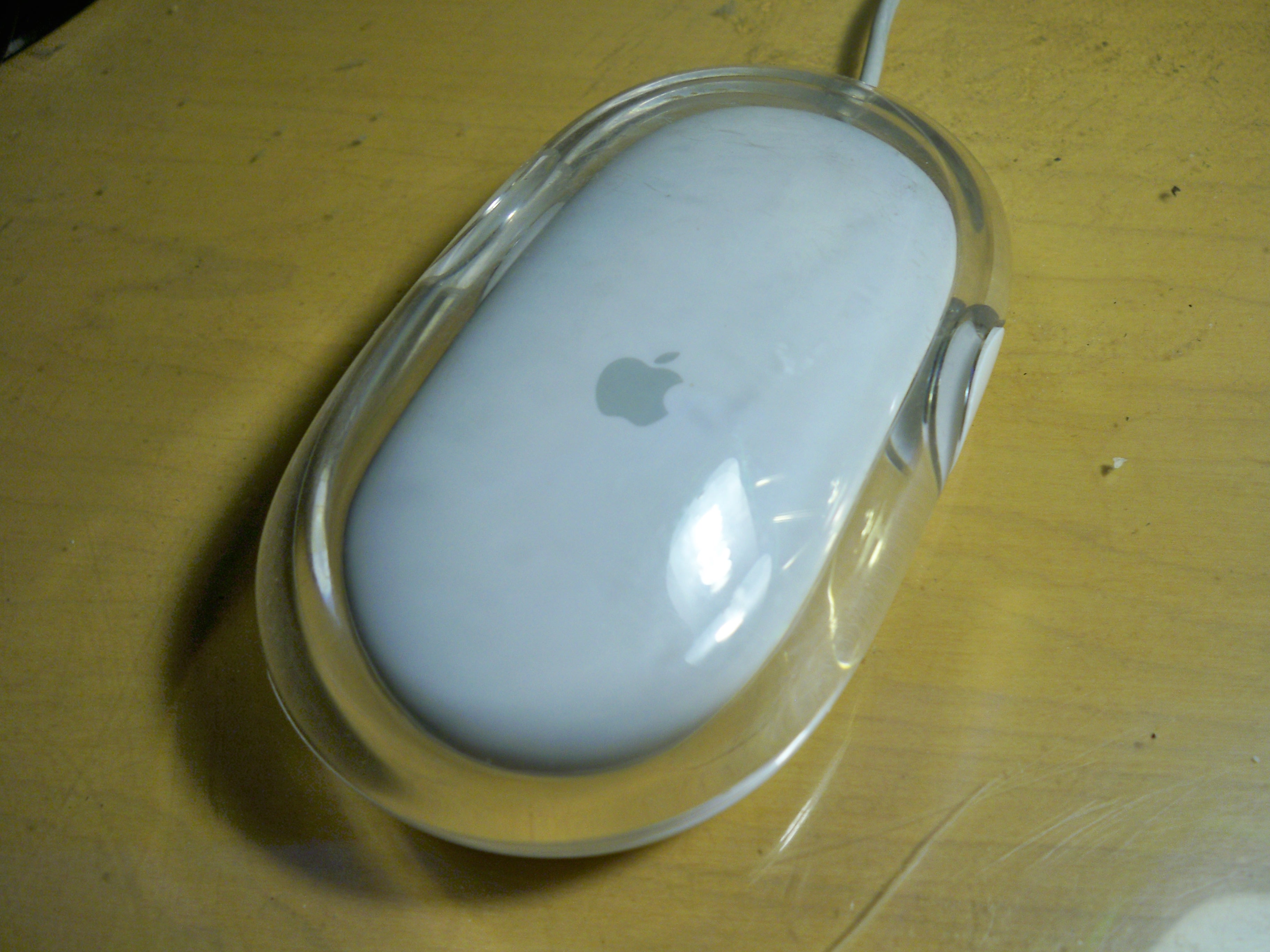
Antiga versió del Mighty Mouse, amb parts de la carcassa transparents.
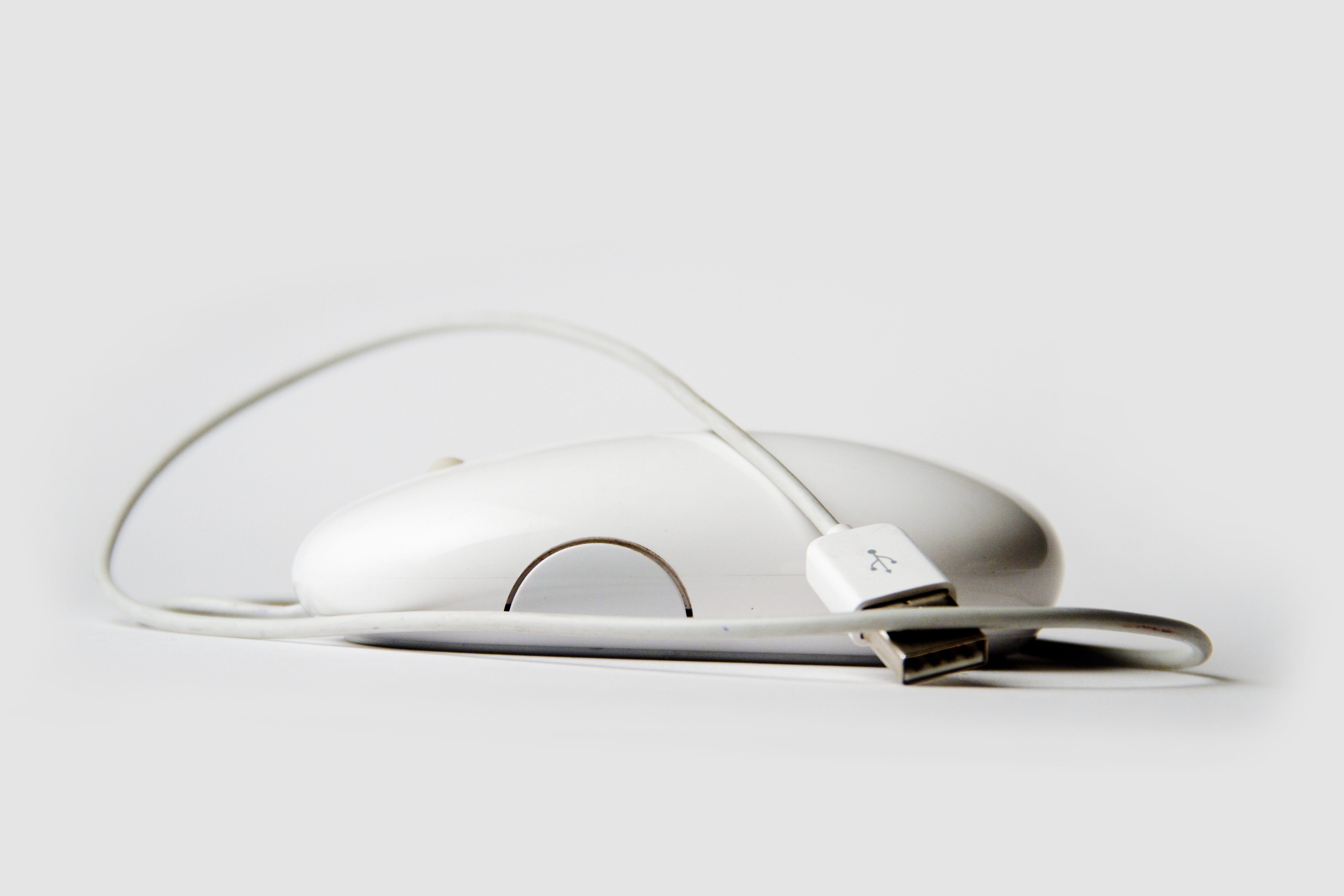
Versió amb cable del Mighty Mouse.
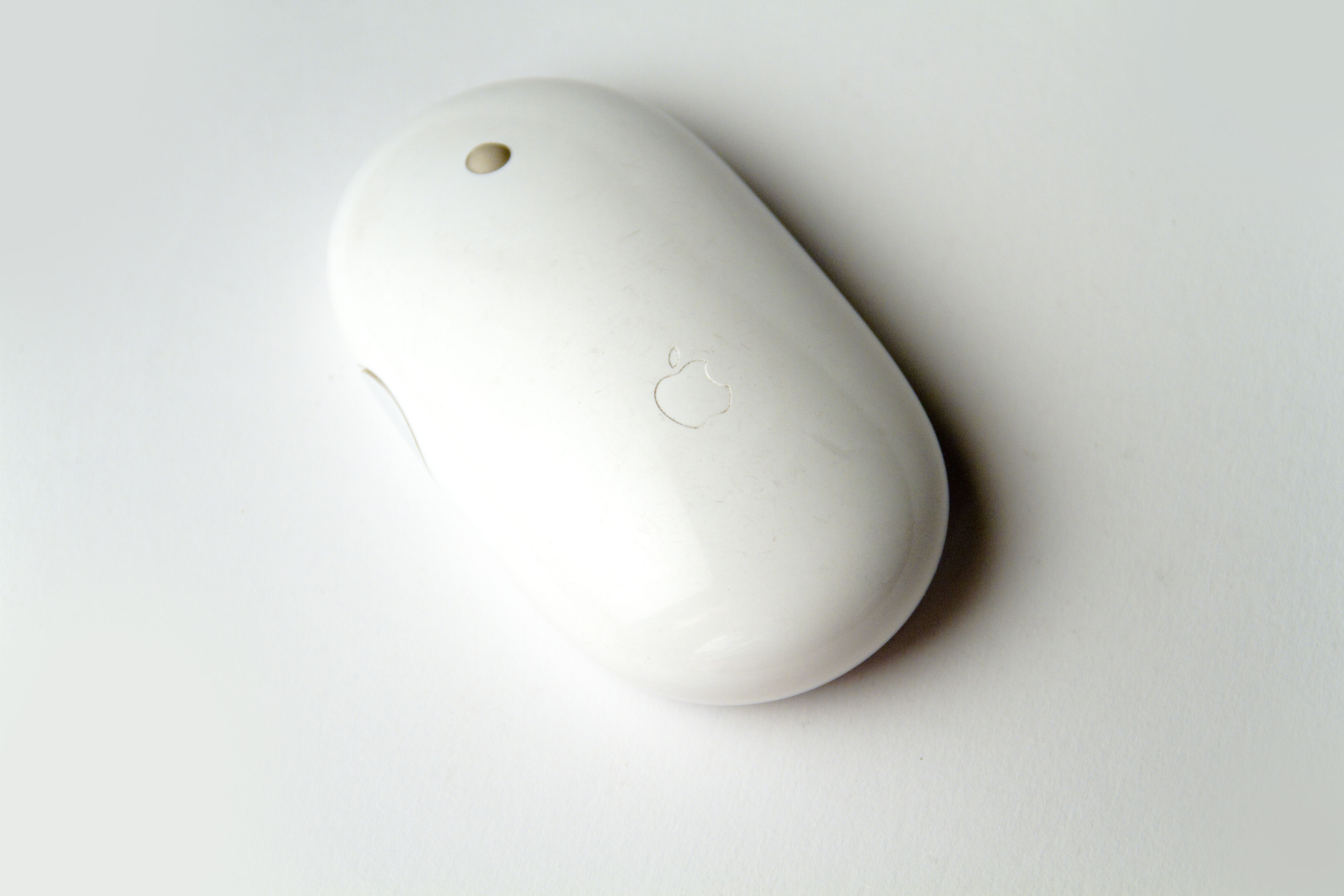
Versió inalàmbrica del Mighty Mouse.
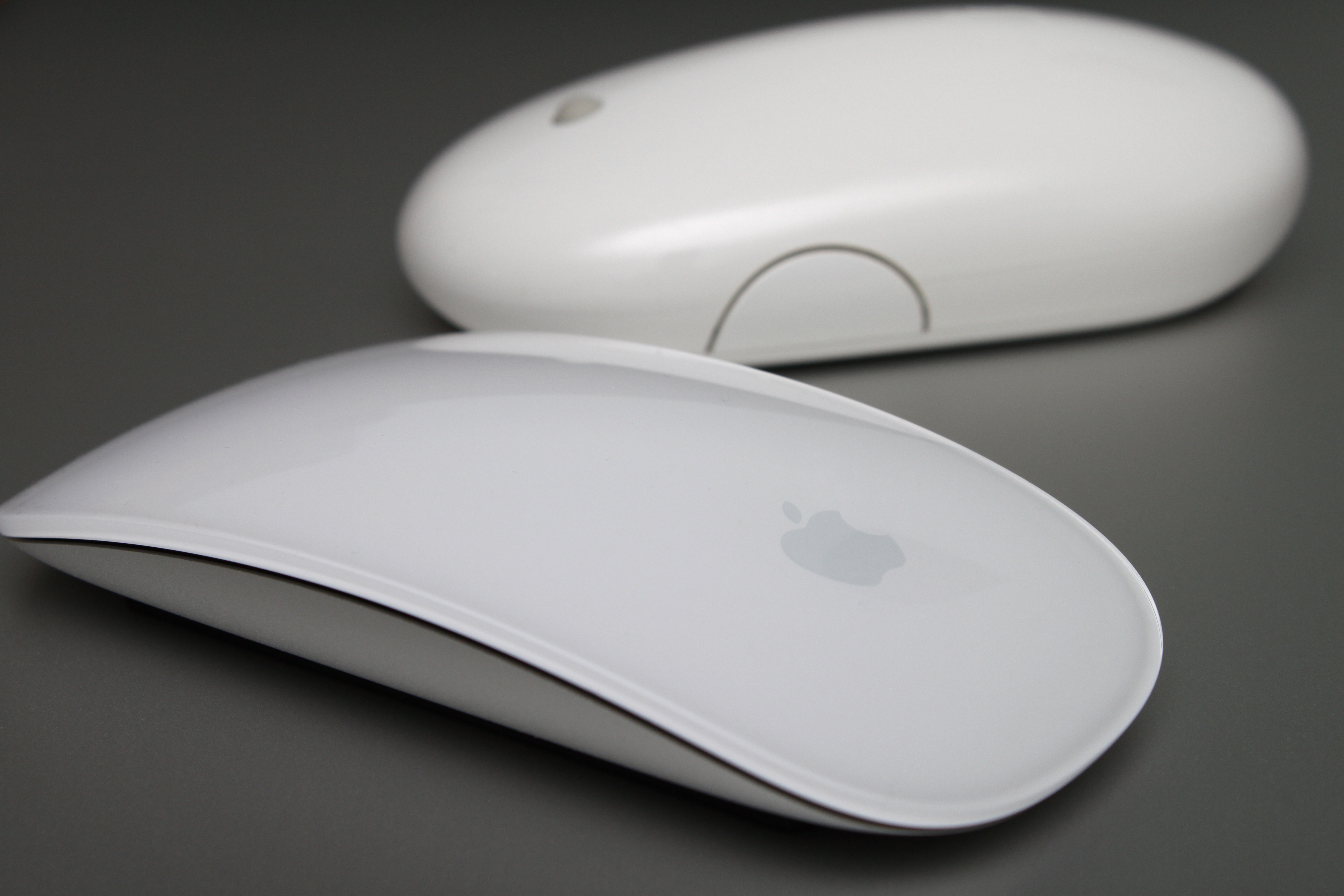
Magic Mouse davant d'un Mighty Mouse.

## Especificacions
- Carcassa sensible al tacte
- Bola de desplaçament

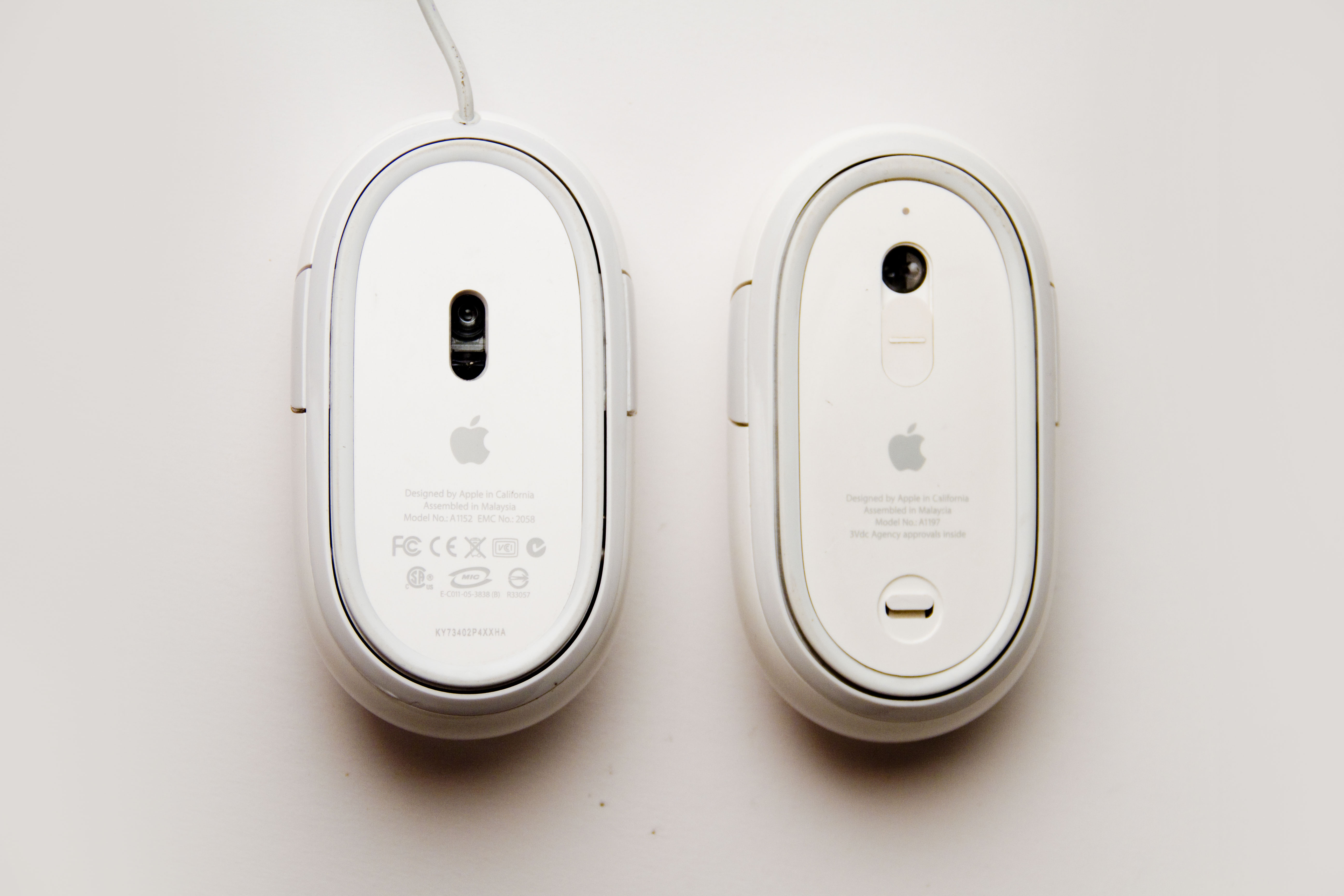
La versió amb cable estava dotada d'un sensor LED, mentre que la versió inalàmbrica constava d'un sensòr làser

- Botons laterals sensibles a la pressió
- Sensor LED en la versió amb cable / Sensor làser a la versió sense fils
- Compatible amb macOS, Windows i Linux
- Funcions programables pels quatre "botons"
- Resposta sonora gràcies a altaveu interior[9][10]

## Crítiques
Tot i que el Mighty Mouse consta de botons esquerre i dret, no es poden prémer ambos a la vegada. L'usuari ha d'aixecar el dit del botó esquerre abans de prémer el botó dret.
La bola de desplaçament es bloqueja al cap del temps, a causa de pols i brutícia acumulades al seu interior, i necessita netejar-se. Tot i que hi ha mètodes per fer-ho sense desmuntar el ratolí, alguns usuaris han manifestat queixes quant a la dificultat per netejar-lo, ja que és difícil extreure la bola de desplaçament de la carcassa.

## Disputes pel nom
Durant la fase beta, el Mighty Mouse va rebre el nom de Houdini. Abans de llançar el perifèric, Apple va aconseguir que Viacom i CBS cedissin el nom de "Mighty Mouse", corresponent a un ratolí de dibuixos animats que a Espanya es coneixia com a Super Ratón i s'emetia per TVE i Antena 3. El registre de marca del "Mighty Mouse" en limitava l'ús a productes de marxandatge (com samarretes o multivitamines) relacionades amb el personatge. Tanmateix, el registre no aplicava a productes informàtics, fins que CBS ho sol·licità a mitjans de 2007.

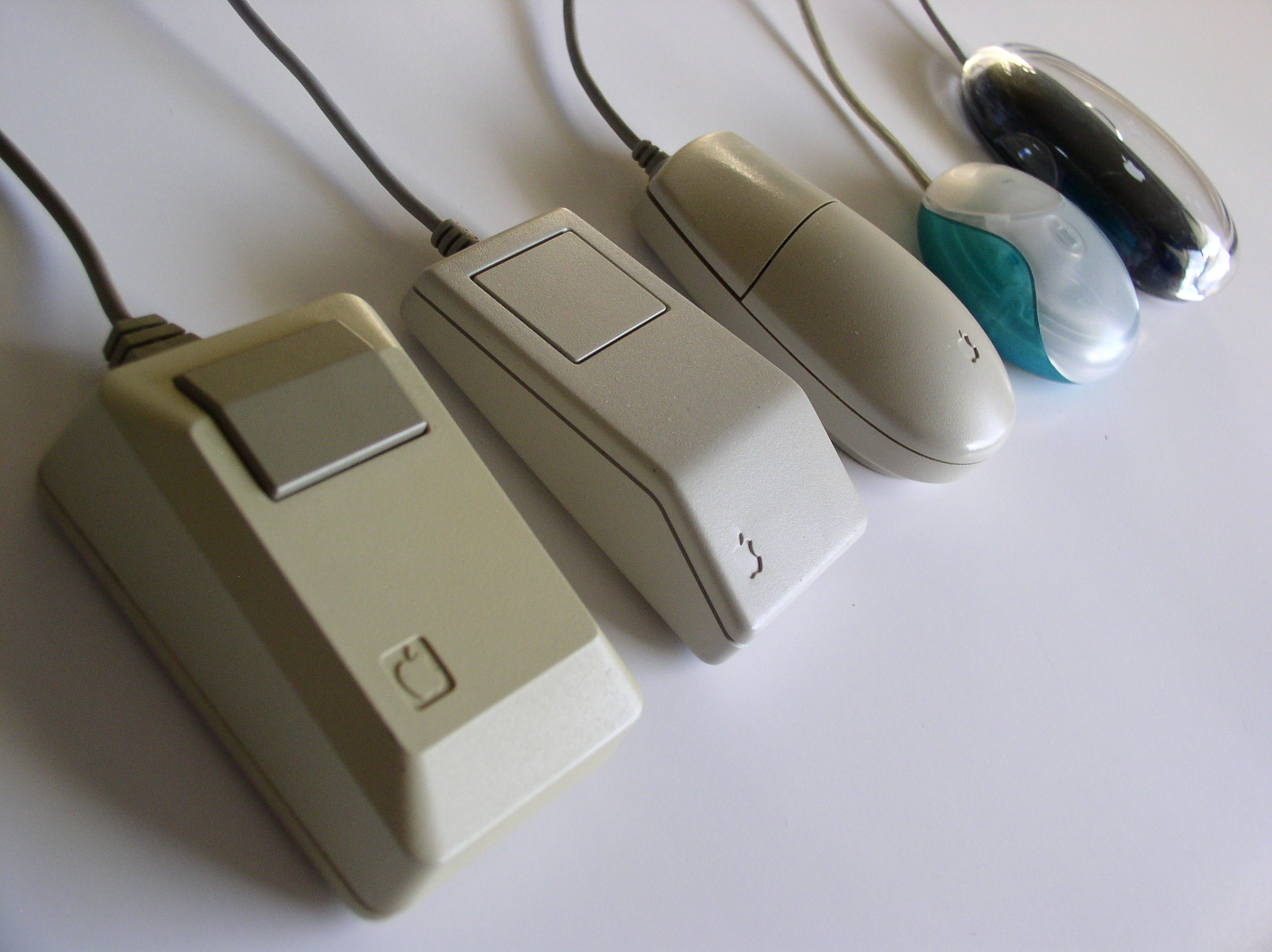
Predecessors del Mighty Mouse, coneguts com a Apple Mouse.

El 21 de maig de 2008, es va anunciar que Man & Machine Inc., un proveïdor de teclats i ratolins per a laboratoris i hospitals, havia demandat Apple Inc. per infraccions d'ús del nom "Mighty Mouse". Man & Machine Inc. tenia registrats els noms de "Cool Mouse" (ratolí guai) i "Really Cool" (realment guai), que podrien entrar en conflicte amb "Mighty Mouse" (ratolí poderós). Man & Machine Inc. va presentar la reclamació sobre la marca comercial "Migthy Mouse" el 18 de desembre de 2007, descrivint-lo com a "dispositiu de control d'ordinadors per ratolí, és a dir, ratolí d'ordinador"—després de la reclamació de CBS, però sol·licitant l'ús des del 2004, abans de la presentació del ratolí d'Apple–. També va existir un altre ratolí anomenat "Mighty Mouse", fabricat per NTT i ETH Zürich el 1985.
Després de reclamacions a vàries bandes, CBS va retirar la seva denúncia, permetent que Man & Machine Inc. registrés la seva marca per ratolins als Estats Units. Com a resultat, Apple va deixar de comercialitzar el seu producte com a "Mighty Mouse" a partir del 20 d'octubre de 2009, quan va introduir el Magic Mouse i va rebatejar l'antic "Mighty Mouse" com a Apple Mouse, nom que ja havien tingut els seus predecessors.
A més, CBS va poder registrar sense problemes el nom de "Mighty Mouse" a altres països com Canadà. Malgrat això, Apple no va canviar el nom del ratolí a altres països.